# Auslandsgesellschaft.de

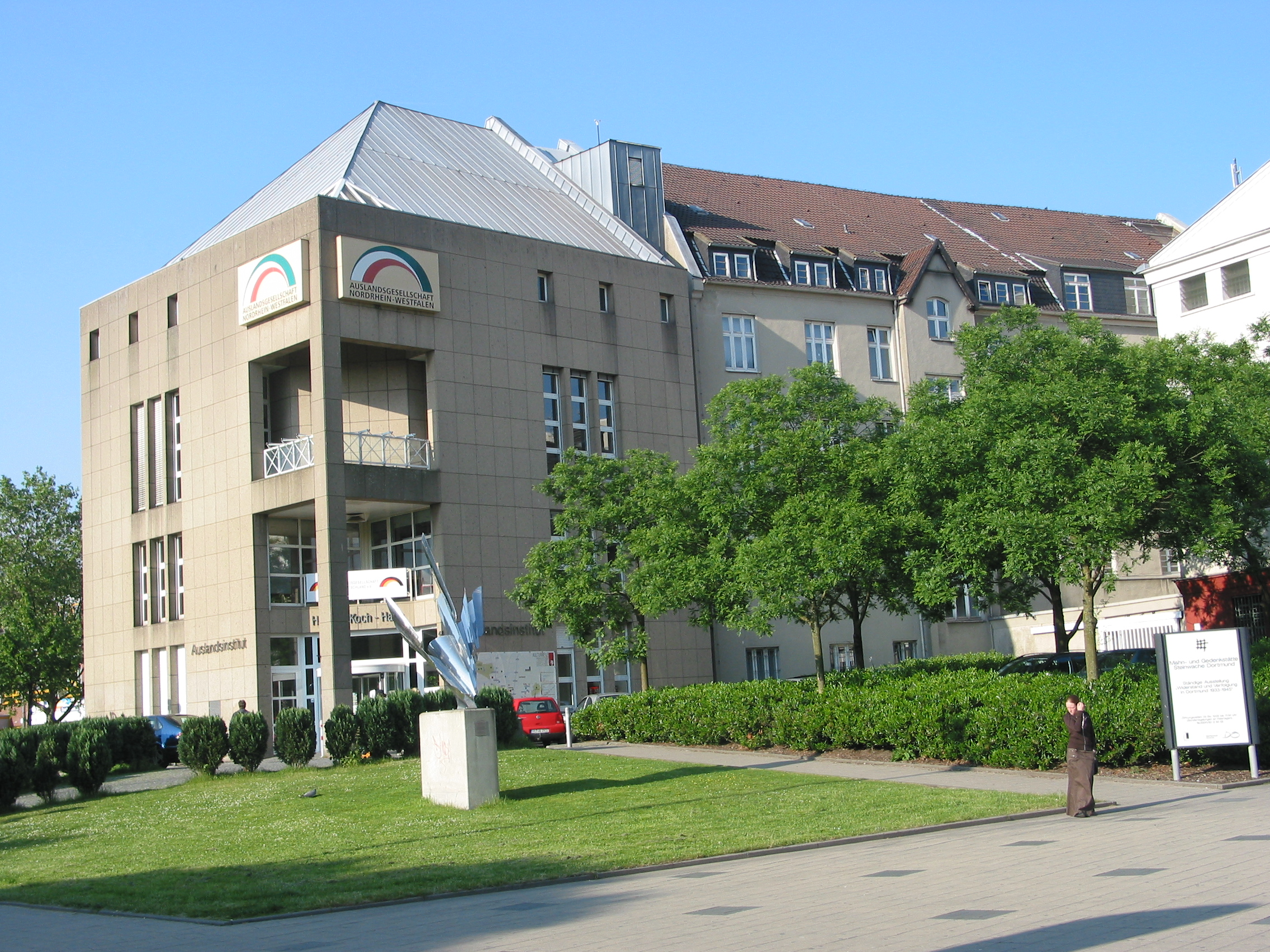
Das Harald-Koch-Haus am Nordausgang des Hauptbahnhof Dortmund, Sitz der Auslandsgesellschaft

Die Auslandsgesellschaft.de e. V. (AgDe) mit Sitz im Harald-Koch-Haus in Dortmund ist eine von mehreren Gesellschaften dieser Art in der Bundesrepublik Deutschland, die sich für Völkerverständigung und internationalen Dialog einsetzt. Sie unterhält ein Hauptstadtbüro in Berlin. Weitere Auslandsgesellschaften sind die Auslandsgesellschaft Sachsen-Anhalt e. V. (AGSA) und die Berlin-Brandenburgische Auslandsgesellschaft (BBAG) e. V. in Potsdam.

## Geschichte
Nach dem Zweiten Weltkrieg gründete sich in Dortmund eine Bürgerinitiative für Völkerverständigung, aus der die spätere Auslandsgesellschaft Nordrhein-Westfalen e. V. hervorging. Initiatoren waren der Französischlehrer Stefan Albring und Wilhelm Hansmann, der, von den Nationalsozialisten verfolgt, nach Frankreich entkommen konnte und 1946 Dortmunder Oberbürgermeister wurde.
Zunächst hatte die Initiative das Ziel, die deutsch-französische Verständigung zu verbessern. Der Aufbau des Deutsch-Französischen Instituts im Dezember 1948 gelang mit Hilfe der französischen Regierung. Mit Zustimmung der britischen Besatzungsmacht konnte das Institut durch Bücherspenden, Begegnungen und die Bereitstellung von Räumen etabliert werden. Erweitert wurden die Aktivitäten, als sich mit Hilfe der Britischen „Brücke“ sowie niederländischen und schwedischen Kontakten im März 1949 aus dem Deutsch-Französischen Institut das Auslandsinstitut entwickelte.
Nachdem sich die Tätigkeiten des Institutes mehr und mehr auf das gesamte Bundesland ausgedehnt hatten, erfolgte 1957 die Umbenennung in Rheinisch-Westfälische Auslandsgesellschaft (RWAG). Neben der Arbeit in diversen Länderkreisen bot die Gesellschaft Sprachkurse an, richtete Tagungen aus und veranstaltete Studienreisen. Zudem wandte sich die RWAG – als nichtstaatliche Organisation – gegen Menschenrechtsverletzungen in der Welt und setzte sich für eine Öffnung zu den Ostblockstaaten ein. 1993 erfolgte die Umbenennung der RWAG in Auslandsgesellschaft Nordrhein-Westfalen e. V. Im Rahmen der Fusion mit der Auslandsgesellschaft Deutschland e. V. firmierte der Verein 2018 in Auslandsgesellschaft.de e. V. um.

## Tätigkeitsbereiche
Die Auslandsgesellschaft hat heute rund 900 Mitglieder, von denen sich viele ehrenamtlich für die Ziele des Vereins engagieren.
- Auslandsinstitut: Innerhalb des Auslandsinstituts sind 28 bilaterale Ländergesellschaften und Kreise und Arbeitskreise zusammengeschlossen. Mit ihren offenen Veranstaltungen möchten sie Völkerverständigung, Humanität und interkulturelle Toleranz zu vermitteln. Sie sind der Kern des ehrenamtlichen Engagements in der Auslandsgesellschaft und für alle offen, die sich den Zielen der Verständigung verpflichtet fühlen.[1]
- Sprachen: Die Auslandsgesellschaft bietet in ihrer Tochtergesellschaft „Auslandsgesellschaft.de gGmbH“  Sprachkurse in verschiedenen Intensitätsgraden an. Neben Kursen in Deutsch als Fremdsprache (DaF) werden über 25 Fremdsprachen im Gruppen- oder Einzelunterricht gelehrt. Die Auslandsgesellschaft ist zudem Prüfungszentrum für international anerkannte Zertifikatsprüfungen.
- Studienreisen und Internationaler Austausch: In alle Welt führen politisch ausgerichtete Studien- und Bildungsreisen. Ziel ist es, vor Ort Kontakte zu knüpfen, andere Lebensverhältnisse und Sichtweisen kennen zu lernen sowie Fachwissen über die Reiseregionen zu erlangen. Neben den Studienreisen führt die Auslandsgesellschaft auch Jugendaustauschprogramme durch.
- Veranstaltungen: In den Räumen der Auslandsgesellschaft finden nahezu täglich Veranstaltungen zu kulturellen oder politischen Themen in Form von Vorträgen, Lesungen, Seminaren, Diskussionen oder Filmvorführungen statt.